# Giovanni Manca (fumettista)
Giovanni Manca (Cagliari, 23 maggio 1889 – Bergamo, 12 luglio 1984) è stato un disegnatore, scenografo e fumettista italiano, ideatore nel 1930 del personaggio Pier Cloruro de' Lambicchi (scienziato-inventore della miracolosa “arcivernice” con la quale riesce a dare vita a disegni e ritratti, finendo per riportare in vita personaggi storici, i quali regolarmente gli si rivoltano contro con effetti comici). protagonista di una serie a fumetti pubblicato sul Corriere dei Piccoli.

## Biografia
Quando ha 17 anni, nel 1906, esordì come illustratore per due riviste pubblicate a Cagliari, La Cometa e La Bastioneide; nel 1908 si trasferì a Torino dove si iscrisse all'Accademia Albertina per studiate pittura ma abbandonò presto per collaborare come illustratore dal 1909 con i periodici Due Coppe, Torino Ride, Il Pasquino, Ma Chi è?, realizzando la grafica e vignette satiriche. Collabora poi dal 1910 al 1915 al Guerin Sportivo, La Donna, Numero e La Domenica dei Fanciulli. Partecipa anche alla Prima Esposizione Internazionale Umoristica di Rivoli del 1911, presentando caricature politiche e vignette satiriche. Realizza nel 1917 per Gabriele D'Annunzio il disegno di un leone che verrà poi riprodotto sul suo aeroplano. Nel 1918 comincia a collaborare per la Lattes Editori illustrando due libri: Ironie di Giovanni Saragat e Geni, Fate, Folletti di Wallace. Dopo la prima guerra mondiale incomincia a occuparsi di teatro lavorando come scenografo figurinista e arriverà a scrivere anche una commedia, Trianon, da cui poi trarrà nel 1930 un personaggio, Pier Cloruro de' Lambicchi, per una serie a fumetti che verrà pubblicata con successo sul Corriere dei Piccoli.
Ritorna a occuparsi di illustrazione collaborando dal 1919 al 1922 tornando al periodico Pasquino, che finì anche per dirigere e poi, durante gli anni venti, collabora con molte altre testate come Il Mondo, Gazzetta del Popolo, Il Popolo Illustrato, Il Balilla, La Lettura oltre a realizzare cartelloni pubblicitari. Nel 1924 si trasferì a Milano dove venne incaricato di dirigere la rivista Il Guerrin Meschino. Dal 1925 realizza fino al 1939 le copertina dell'Almanacco del Guerin Meschino, realizzandone anche illustrazioni fino al 1939.
Massone, membro del Grande Oriente d'Italia, il 15.6.1925 fu richiesta la sua promozione al 4º grado del Rito scozzese antico ed accettato.
Negli anni trenta continua a collaborare con altre testate come La Domenica del Corriere, L'Illustrazione e Intrepido. Collabora inoltre con continuità dal 1927 al 1950 con il Corriere dei Piccoli per il quale, oltre a Pier Cloruro de' Lambicchili (1930), idea altri personaggi come Macarietto (ispirato a Macario, 1942) Don Gradasso Sbudelloni, Patatrac (1940), Tamarindo (1951); come umorista collabora anche alle testate L'Uomo Qualunque, Il Travaso delle Idee, Il Monello e, come illustratore realizza vari volumi per ragazzi e una trasposizione a fumetti di Pinocchio sceneggiata da Pier Carpi e pubblicata nel 1967 da Gino Sansoni.
Deceduto a 95 anni, è stato sepolto nel cimitero di Bruzzano, ove i resti sono stati in seguito posti in una celletta.

## Riconoscimenti
- "Cinquanta Anni di Vita Italiana in Cento Caricature" (1960, Milano, organizzata dall’Associazione della Stampa, mostra personale di disegni umoristici.

## Illustrazioni di libri
- Ironie, di Giovanni Saragat, Lattes Editori, Torino, 1917
- Geni, Fate, Folletti di Wallace, Lattes Editori, 1918
- Spartiti musicali con le Copertine illustrate da Giovanni Manca. Torino, Milano, Editore: Abramo Allione, casa mus. Amprimo, Bixio, anni venti